# Heteroliodon lava
Heteroliodon lava — вид змій родини Pseudoxyrhophiidae. Ендемік Мадагаскару.

## Поширення і екологія
Heteroliodon lava відомі з двох місцевостей, розташованих в заповідниках Анкарана і Цінгі-де-Бемарага на півночі і заході острова Мадагаскар. Вони живуть в сухих тропічних лісах, серед карстових скель. Зустрічаються на висоті від 30 до 300 м над рівнем моря.

## Збереження
МСОП класифікує стан збереження цього виду. Heteroliodon lava загрожує знищення природного середовища.